# Phylogenesis
Phylogenesis è l'ottavo album in studio dei genovesi Necrodeath, distribuito a partire dal maggio 2009 dalla Scarlet Records. È un concept album dedicato all'origine della specie dalla sua nascita al futuro. È stato registrato presso i MusicArt studios di Pier Gonella, e mixato presso i Outer sound studios di Giuseppe Orlando.

## Tracce
1. Awakening Of Dawn – 3:31
2. I.N.R.I. – 6:33
3. The Theory – 4:23
4. Extreme Emotional Shock – 4:46
5. Time Never Dies – 4:45
6. Propitiation Of The Gods – 7:33
7. Cloned World – 4:10
8. Persuasive Memory – 5:41
9. Final War – 7:11

## Formazione
- Flegias - voce
- Pier Gonella - chitarra
- Peso - batteria
- GL - basso

## Special Guest
- Maxx: chitarra ritmica e solista
- Zanna: voce dei Raza de Odio
- Paco: chitarra dei Raza de Odio